# Омаров, Сейтжан
Сейтжа́н Ома́ров (каз. Сейітжан Омаров; 22 июня 1906, Атбасарский район — 19 декабря 1985, Алма-Ата) — писатель, автор многочисленных повестей, рассказов, очерков, сказок, которые были изданы в 20 сборниках («Золоторогая сайга», «Дружба смелых», «Вслед за ветром»).

## Биография
Родился на территории Атбасарского уезда Акмолинской области. Происходит из рода бегендык племени аргын.
Участник Великой Отечественной войны. Воевал на Центральном фронте. В ноябре 1944 — феврале 1945 — корреспондент газеты «Вперёд на врага» 1-го Прибалтийского фронта на казахском языке. Участвовал в Восточно-Прусской операции. С февраля 1945 — пропагандист эвакогоспиталя № 3371 в городе Хайнрихсвальде (ныне город Славск Калининградской области).
В 1946—1960 — редактор издательства «Жазушы» (1946—1960 гг.). С 1959 года до конца своей жизни был председателем секции детской и юношеской литературы Союза Писателей Казахстана.
Скончался 19 декабря 1985 года в Алма-Ате, похоронен на Кенсайском кладбище.

## Награды
- Орден Отечественной войны 2-й степени (11 марта 1985)
- Орден Дружбы народов (27 июля 1977)

- Орден «Знак Почёта» (28 октября 1967)
- Орден «Знак Почёта» (3 января 1959) — за выдающиеся заслуги в развитии казахского искусства и литературы и в связи с декадой казахского искусства и литературы в гор. Москве
- Орден Красной Звезды (1 июня 1945)
- Медали

## Память
Имя писателя присвоено средней школе № 3 города Атбасар, там же находится музей Сейтжана Омарова.